# Château de La Bruyère (Saint-Bernard)
Pour les articles homonymes, voir Château de La Bruyère.
Le château de La Bruyère est un château du XVIIIe siècle qui se dresse sur la commune de Saint-Bernard dans le département de l'Ain et la région Auvergne-Rhône-Alpes. Il a succédé à un ancien prieuré bénédictin du IXe siècle dont il subsiste de nombreux vestiges, notamment du XIIe siècle.
L'ancien prieuré en totalité, sol et bâti font l’objet d’une inscription au titre des monuments historiques par arrêté du 30 décembre 1997.

## Localisation
Le château est situé dans le département français de l'Ain, sur la commune de Saint-Bernard.

## Histoire
À l'origine il s'agissait d'un prieuré bénédictin du IXe siècle transformé au XVIIIe siècle en maison de maître appelée aujourd'hui château de La Bruyère.